# Анна Далассена
Анна Далассена (Ἄννα Δαλασσηνή; 1025/1030 — 1 листопада 1000/1002) — політична діячка Візантійської імперії.

## Життєпис
Була донькою Олексія Харона, що обіймав посади у фемі Італія, та доньки Адріана Далассена, дуки Антіохії. Втім, вона завжди наголошувала на належності до роду Далассенів, що був більш значущим. Народилася між 1025 та 1030 роками. Здобула гарну освіту. У 1040 році вийшла заміж за військовика Іоанна Комніна.
Доволі швидко навчилася плести інтриги. Вже у 1057 році вона спонукала чоловіка та свого шварга Ісаака виступити проти візантійського імператора Михайла VI Стратіотіка. В результаті імператора Михайла VI було повалено — Ісаак Комнін став імператором, а Іоанн Комнін отримав посаду доместіка схол Заходу та титул куропалата. Анна Далассена з задоволення застосовувала до себе титул кураполатіси.
У 1059 році після зречення імператора Ісаака I від влада намагалася переконати чоловіка стати імператором, проте марно. Тому без спротиву трон дістався Костянтину Дуці. Але з цього часу Анна стала запеклим ворогом династії Дук.
Протягом 1060-х років Анна Далассена готувала політичний ґрунт для захоплення влади своїми дітьми. Для цього влаштувала їх шлюби з представниками наймогутніших родин Візантії. У 1067 році після смерті чоловіка фактично очолила рід Комнінів. У 1068 році підтримала сходження на трон Романа Діогена. Намагалася переконати того повністю відсторонити навіть від номінальної влади Андроніка, Михайла та Костянтина Дук. Проте Діоген не зробив цього.
У 1071 році після поразки Романа IV у битві при Манцикерті від сельджуків, до влади знову повернулися Дуки. Анна далассена таємно підтримувала дії Костянтина Діогена, який намагався повернутися до влади. Проте у 1073 році загинув. Ще раніше — 1072 року — інтриги Далассени було викрито, тому її разом з родиною було відправлено на заслання на острів Принкіпо в Мармуровому морі.
Зуміла повернутися до Константинополя у 1074 році, після того як Діогени зазнали повної поразки. Разом з тим проти своєї волі Анна пішла на союз з Дуками, що було закріплено шлюбами її синів. З 1075 року її сини Ісаак та Олексій вправно діяли проти ворогів держави та заколотників, завоювавши авторитет у війську.
Невдовзі після захоплення у 1078 році імператорської влади Никифором Вотаніатом стала плести інтриги проти нього. Для цього уклала союз з Марією Аланською, дружиною колишнього імператора Михайла VII Дуки та Никифора III. У 1081 році Анна сприяла втечі синів Олексія та Ісаака з Константинополя. Невдовзі ті почали заколот проти імператора. Сама Анна Далассена встигла сховати у священному місці — соборі Святої Софії, взявши з собою своїх дочок, невісток та онуків. Никифор III Вотаніат вимагав, щоб вона повернулася до імператорського палацу, але Анна відмовилася і, зачепившись за іконостас, оголосила, що тільки відрубавши їй руки, можна відірвати її від нього. При виді такої стійкості імператор відступив, пообіцявши зберегти їм життя. Далассену разом з родиною заперли в Петрійському монастирі.
Після сходження на трон її сина Олексія отримала титул імператриці-матері. При цьому намагалася послабити вплив Дук на державні справи, що їй в цілому вдалося (ті мали лише почесні та величні титули). Син-імператор дослухався до порад матері, але все частіше діяв самостійно. Невдовзі Анна Далассена вступила у прихований конфлікт за вплив на імператора з його дружиною Іриною Дукеною.
Протягом 1080-х років, коли Олексій I на Балканах воював проти італійських норманів та печенігів, Анна Далассена фактично керувала імперією (з серпня 1081 року). У 1087 році на кошти Анни було зведено церкву Христа Пантепопта, перебудовано церкву Св. Текли.
З часом це все менше подобалося імператорові. До того ж проти Далассени інтригувала Ірина Дукена. Перші великі непорозуміння з сином почалися у 1089 році. Втім залишалася впливовим ще майже 10 років.
У 1096 році суттєво допомагала Олексію I у дипломатичній боротьбі з очільниками Першого хрестового походу, які прибували до Константинополя. Втім після завершення походу і зміцнення Візантії в Малій Азії вплив Далассени завершився. У 1097 або 1098 році її було віддалено від імператорського двору.
Останні роки провела в Пантепоптському монастирі. Незадовго до смерті стала черницею. Померла 1 листопада 1000 або 1002 року.

## Характеристика
Була справжньою аристократкою, побожною, милосердною, доброчесною. Вона відрізнялася великим розумом, сильною волею і здоровим глуздом. Володіла дивовижною діловою досвідченістю, глибоким знанням політики. Її промова була вільною і ємною, вона завжди знаходила вірне слово і володіла красномовством.

## Родина
Чоловік — Іоанн Комнін, куропалат і доместік схол Заходу.
Діти:
- Мануїл (1045—1071), протостратор
- Марія (1046/1049—після 1118), дружина протосебаста Михайла Тароніта
- Ісаак (1047—1102/1104), себастрократор
- Євдокія (1048/1053—д/н), дружина Никифора Мелісена, цезаря
- Феодора (д/н—після 1094), дружина співімператора Костянтина Діогена
- Олексій (1048—1118), візантійський імператор
- Адріан (1060/1065—1105), протосебаст
- Никифор (1062—бл. 1136), друнгарій флота